# David Beck

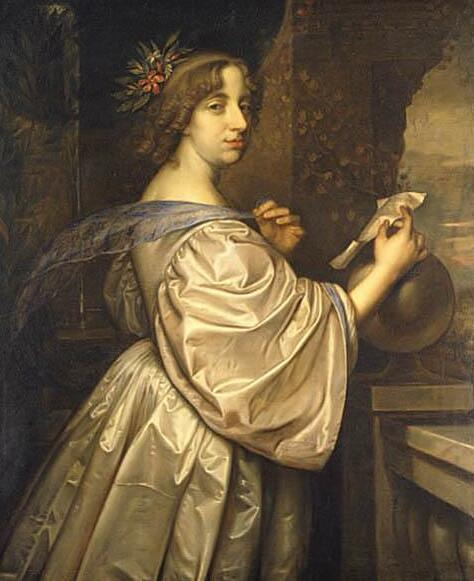
Porträtt av drottning Kristina (1626-1689) och de fyra elementen målat av David Beck. Klotet symboliserar jorden, den blå slöjan är luften, en fontän i bakgrunden är vattnet. Kristina själv med blommor i håret är elden. Nationalmuseum.

David Beck (även Beek), född 25 mars 1621 i Delft i Nederländerna, död 20 december 1656 i Haag, var en nederländsk porträttmålare och hovmålare, verksam i Sverige åren 1647-1651.

## Biografi

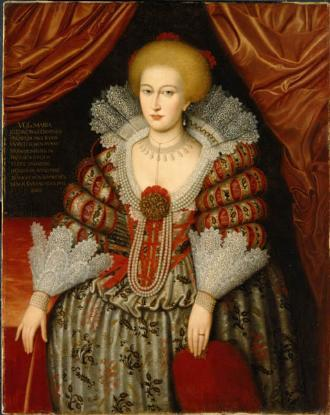
Även David Becks lärare i Delft, Michiel Janszoon van Miereveld målade ett porträtt av Maria Eleonora år 1619, då hon var prinsessa av Brandenburg. År 1626 blev hon mor till den blivande drottning Kristina. Statens porträttsamling på Gripsholms slott.

### Studier i London för Anthonis van Dyck
David Beck var son till en skolmästare, han fick därför en god allmänbildning och blev sedan lärjunge hos Michiel Janszoon van Miereveld. Denne var då en av de främsta porträttmålarna i Delft. När David Beck var nitton år gammal 1640 reste han till London, där han studerade för Sir Anthony van Dyck i hans målarstudio. Anthony van Dyck var en flamländsk målare och han hade 1633 utnämnts till kunglig hovmålare i England. Beck fick inte stora möjligheter att få instruktioner av mästaren själv, eftersom van Dyck blev sjuk och avled året efter att David Becks kommit till London. Men den fina målarteckniken lärde sig David Beck ändå och snart anlitades han av den engelska kungen Karl I, Charles I, vars söner han ska ha undervisat i teckning. Men han lämnade England efter ett tag och reste runt i Europas hov och målade. Han arbetade därefter vid de franska och danska hoven. Han träffade på en av drottning Kristinas agenter. Drottning Kristina var passionerat intresserad av konst och därför försökte hon locka till sig duktiga konstnärer till Sverige.

### Till Sverige 1647
David Beck reste till Stockholm dit han kom 1647 eftersom han blev erbjuden en summa pengar och han inte kunde motstå detta erbjudande. Som drottning Kristinas porträttmålare eller konterfejare kom han Sverige, där han vistades under en fyraårsperiod 1647-1651.  Under denna tid hann han med att måla flera porträtt av drottning Kristina själv samt änkedrottningen Maria Eleonora, Gustaf Horn, Per Brahe den yngre, Axel Oxenstierna, Karl X Gustav med flera.
Beck var en av de främsta företrädarna för barockens porträttmåleri i Sverige. Hans arbeten röner inflytande från Anthonis van Dyck, vars elev han varit. Porträtten kännetecknas av en psykologisk inlevelse i den avporträtterade karaktären och en mild färg- och ljushållning där man kan spåra inflytande också från Rembrandt.

### Vid drottning Kristinas hov i Rom
Efter att varit drottning Kristinas hovmålare anställdes han att för hennes räkning avporträttera utländska furstligheter och i gengäld överlämna hennes porträtt till dem. David Beck målade många furstar såsom hertigen av Orléans och danska kungaparet. Han var bosatt i Amsterdam 1652, man han anslöt sig året därpå till drottning Kristinas hov i Rom, där han var bosatt under hennes första tid där och stod kvar i hennes tjänst. Sedan följde han med henne på hennes första resa till Frankrike 1656. Därifrån reste han sedan hem till Haag, där han dog 1656. Man misstänkte att han dog av förgiftning. Han gifte sig aldrig vad man vet.
Drottning Kristina tog med sig många av originalporträtten till Rom och de är nu försvunna. Men några av Becks porträtt blev dock reproducerade i kopparstick av den framstående polske gravören Jeremias Falck. Bland annat gjorde Jeremias Falck ett kopparstick av Adolf Johan av Pfalz-Zweibrücken, som uppfostrades vid det svenska hovet. Adolf Johan Pfalz-Zweibrücken fick, tillsammans med sin kusin drottning Kristina och sin bror, den blivande Karl X Gustav, sin grundutbildning. Han fick en vårdad uppfostran som fullbordades genom resor till Paris 1646 med Magnus Gabriel De la Gardies franska ambassad och i Frankrike, Italien och Tyskland 1647–1748. Prins Adolf Johan var hertig av Stegeborg och greve av Pfalz-Zweibrücken. Under sin vistelse i Sverige kom David Beck i kontakt med alla dessa personer, som han också avporträtterade.

## Representerad
I drottning Kristinas tavelgalleri både i Stockholm och i Rom var David Beck representerad med många målningar. Det finns inte många av hans ursprungligen stora antal porträtt bevarade, men bland de främsta kan nämnas porträtten av Gustaf Horn, Axel Oxenstierna, Louis De Geer och drottning Kristina. Beck är representerad vid bland annat Nationalmuseum i Stockholm. 

## Galleri (urval)

Axel Oxenstierna af Södermöre (1583-1654). Efter David Beck, slutet av 1640-talet. Statens porträttsamling på Gripsholms slott.
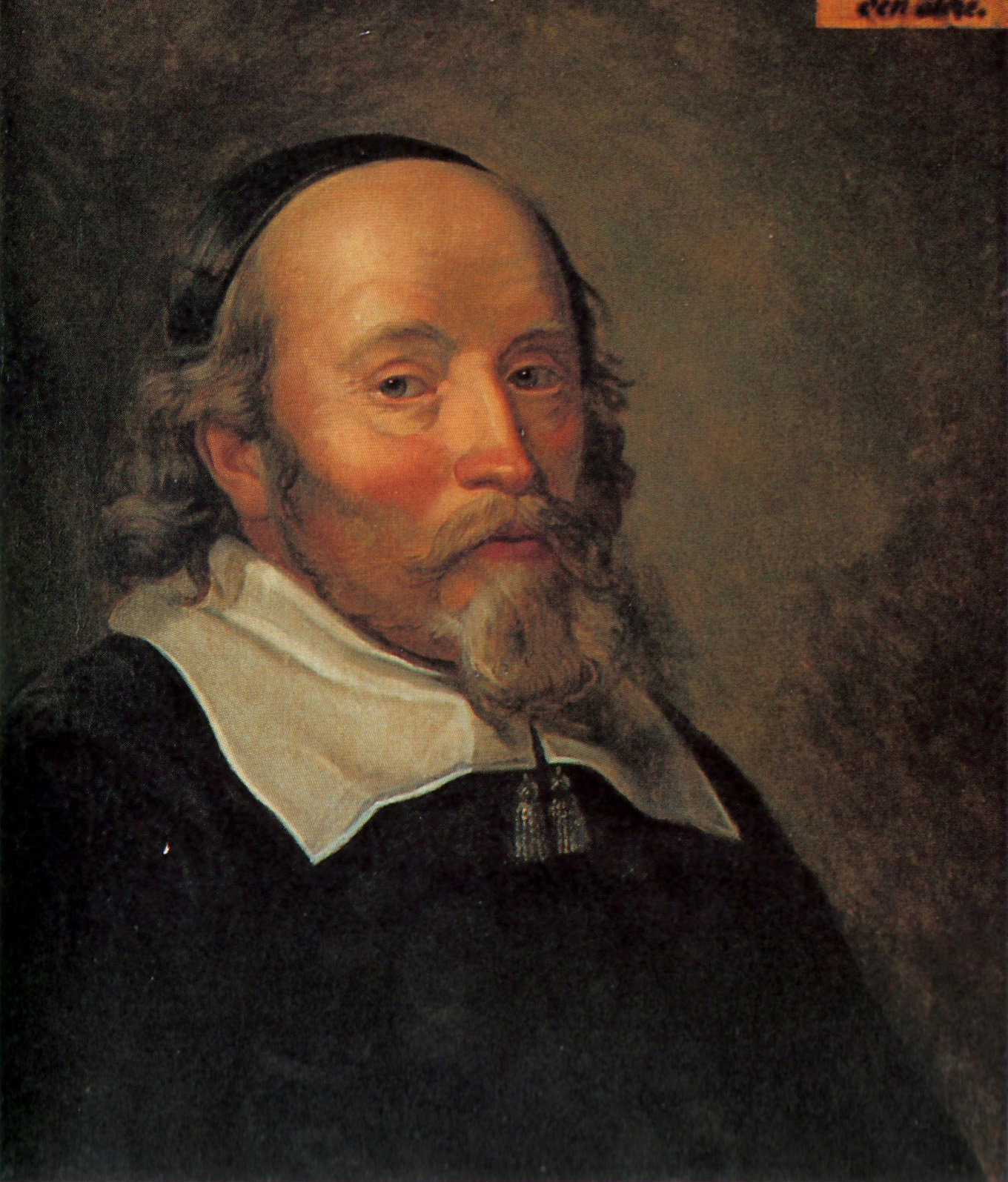
Louis De Geer den äldre (1587-1652), 1650-talet. Nationalmuseum.
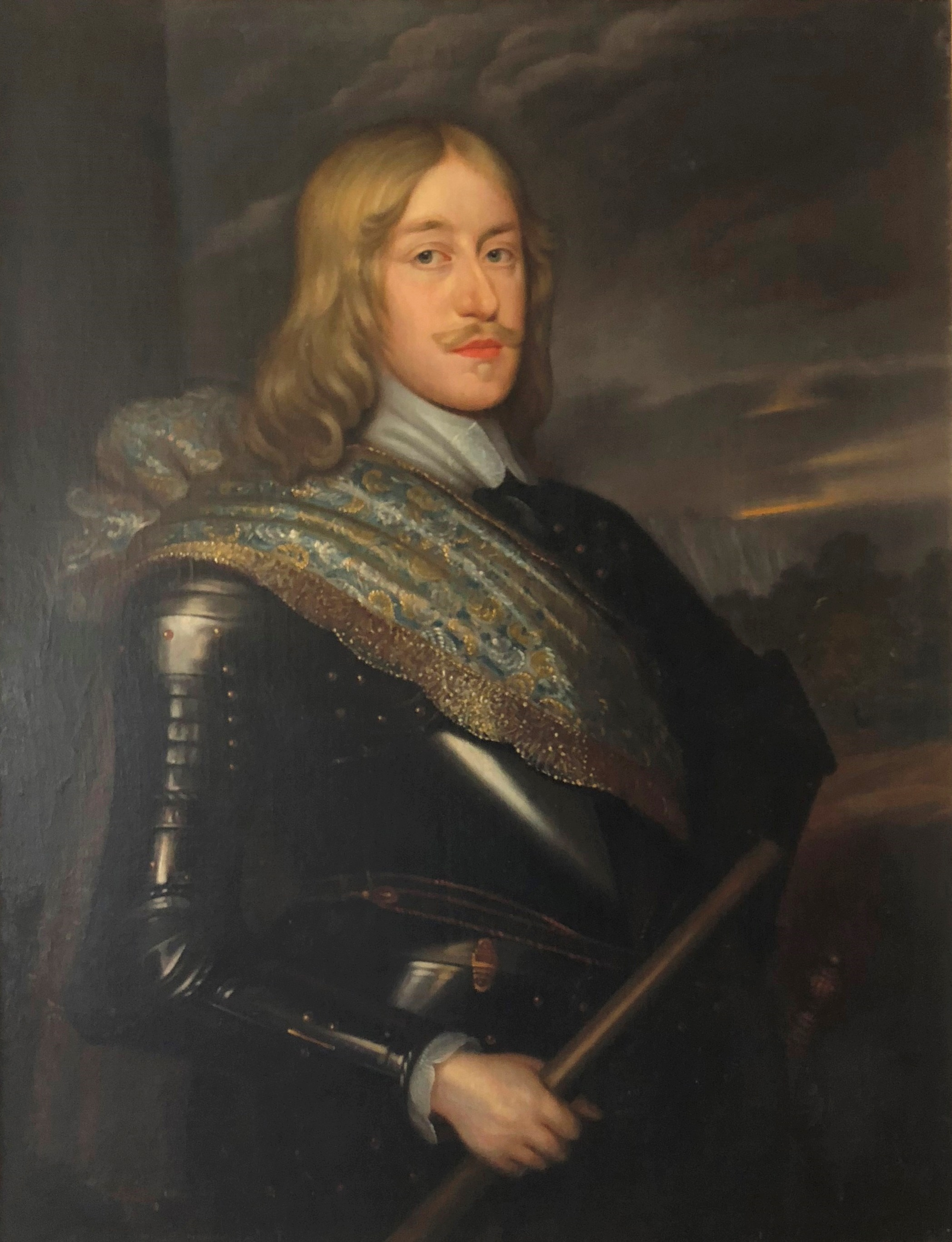
Magnus Gabriel De la Gardie, målad 1647-1651. Läckö slott.
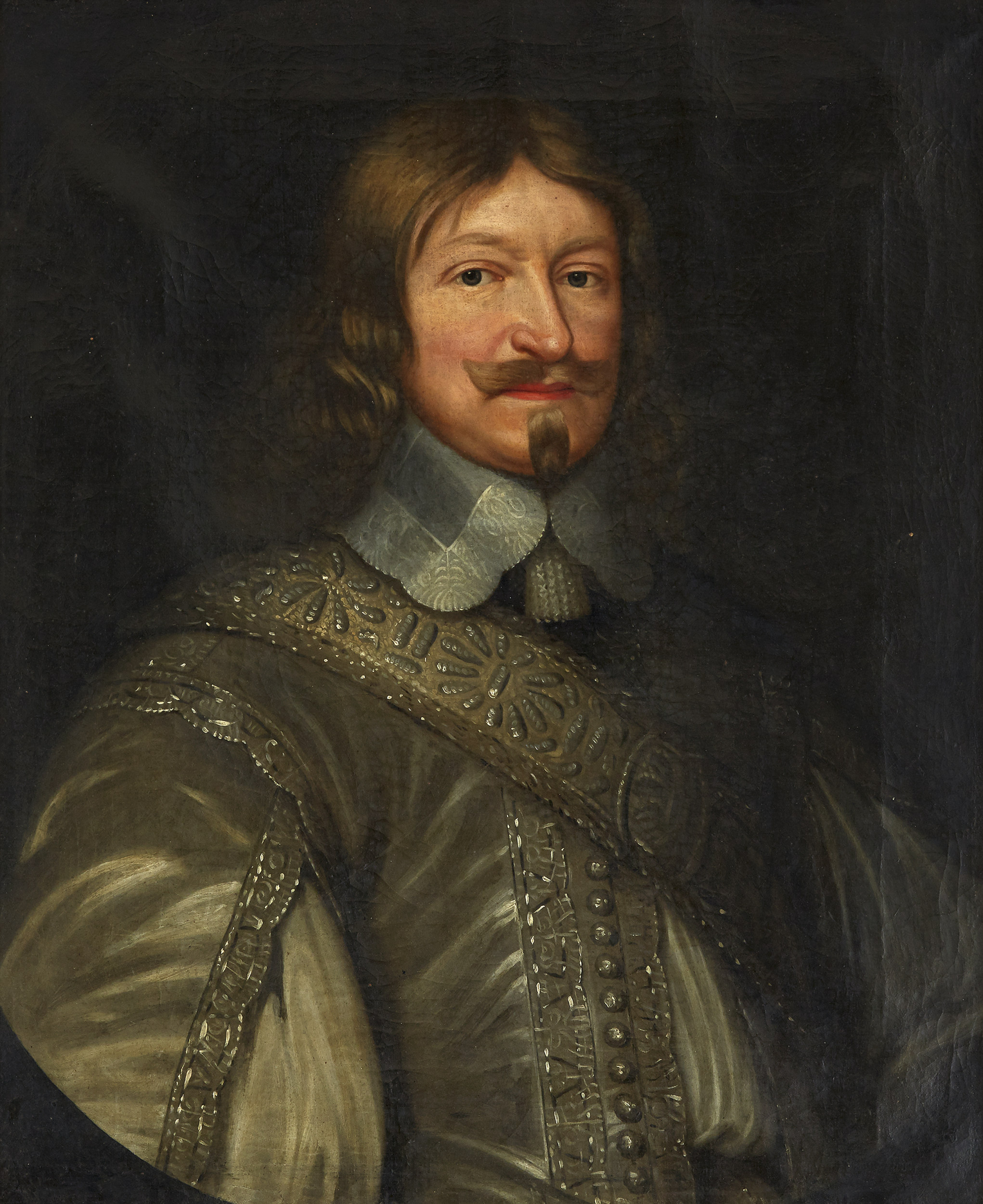
Lennart Torstenson (1603-1651). Avporträtterad av David Beck (hans efterföljare) omkring år 1700.
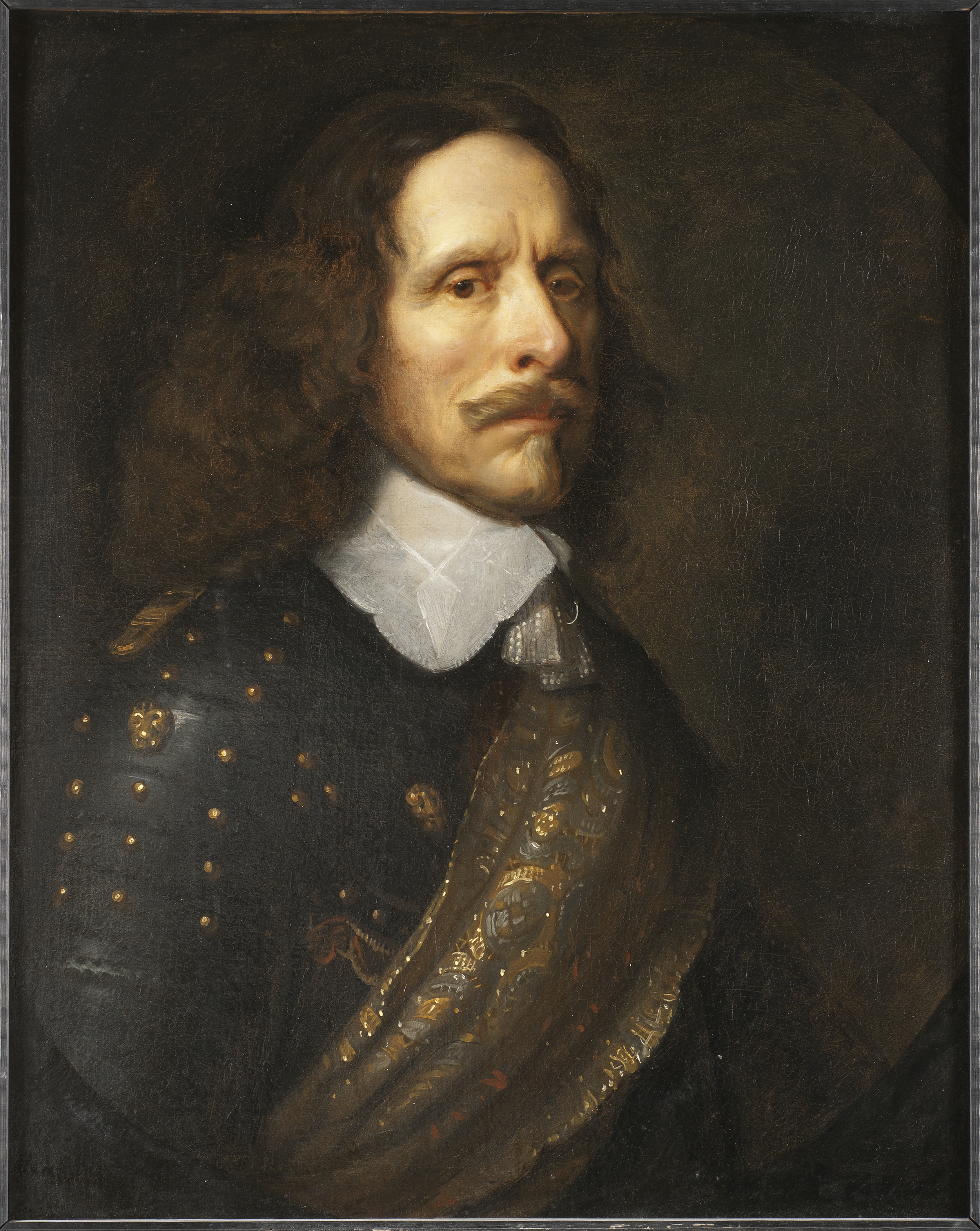
Gustaf Horn af Björneborg, (1592-1657). Nationalmuseum.
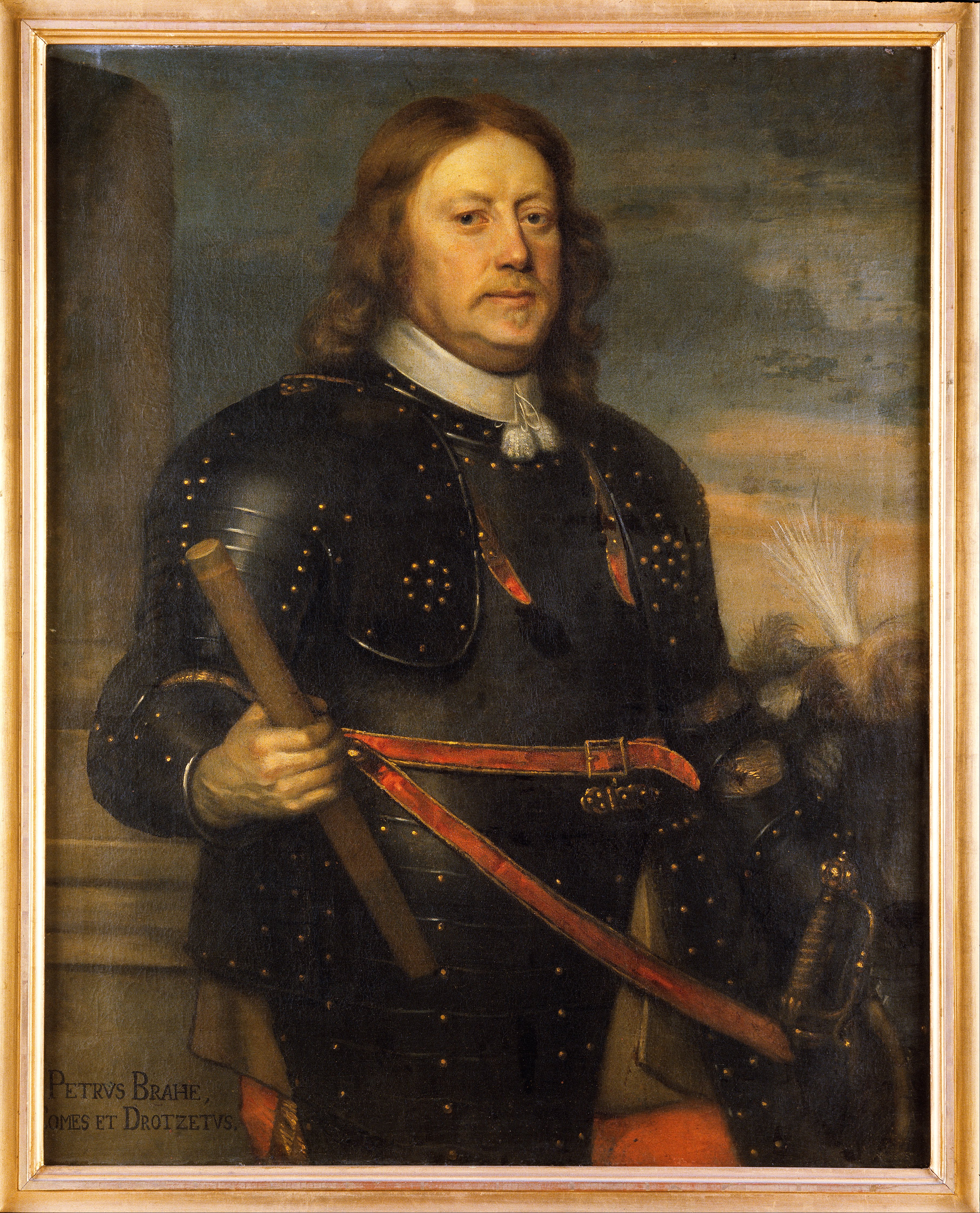
Per Brahe den yngre (1602-1680). Skokloster slott.
Karl X Gustaf (1622-1660), pfalzgreve av Zweibrücken, kung av Sverige. Statens porträttsamling på Gripsholms slott.
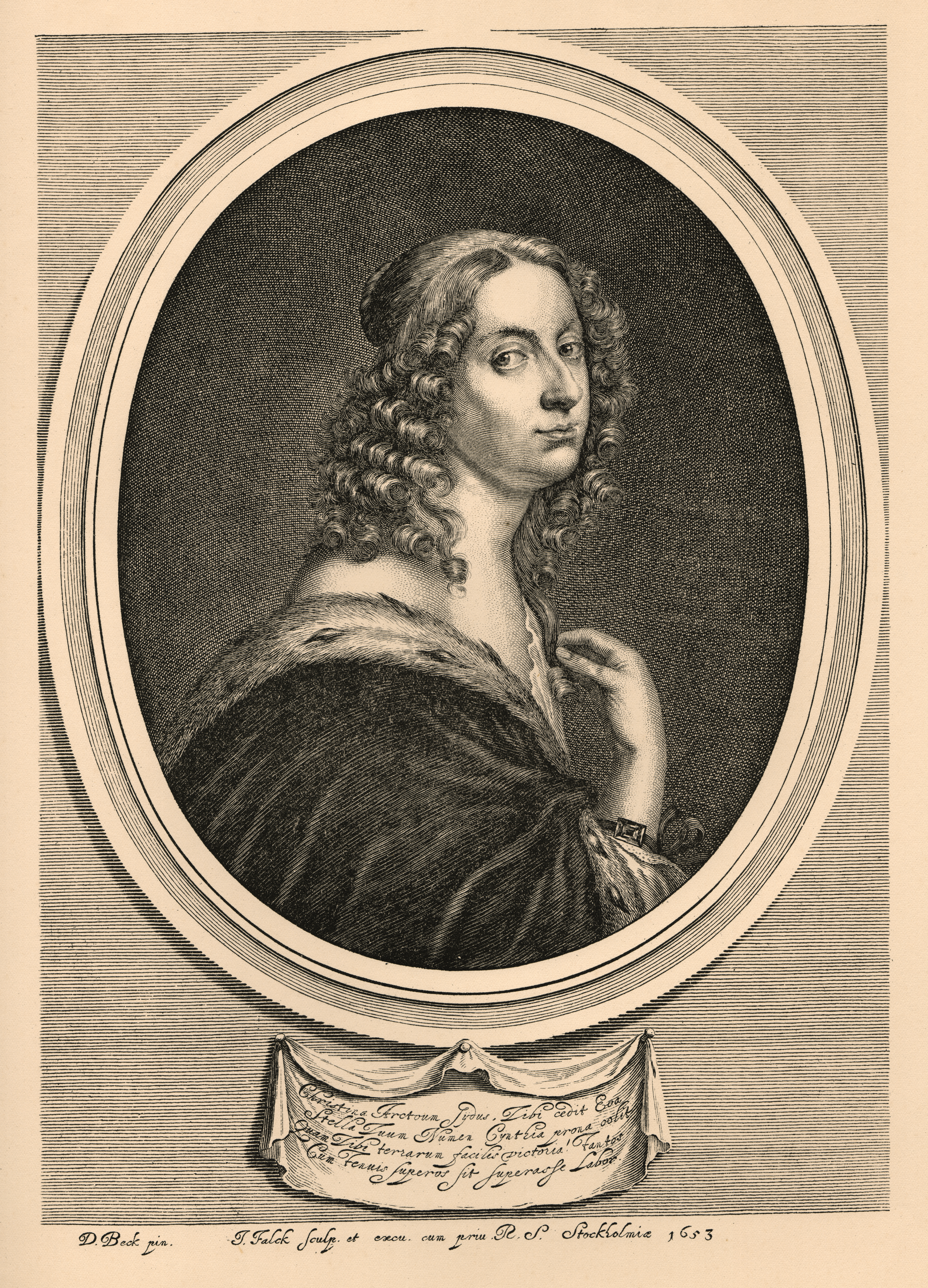
Drottning Kristina, kopparstick av Jeremias Falck (1609-1677) efter målning av David Beck, utfört omkring 1653.
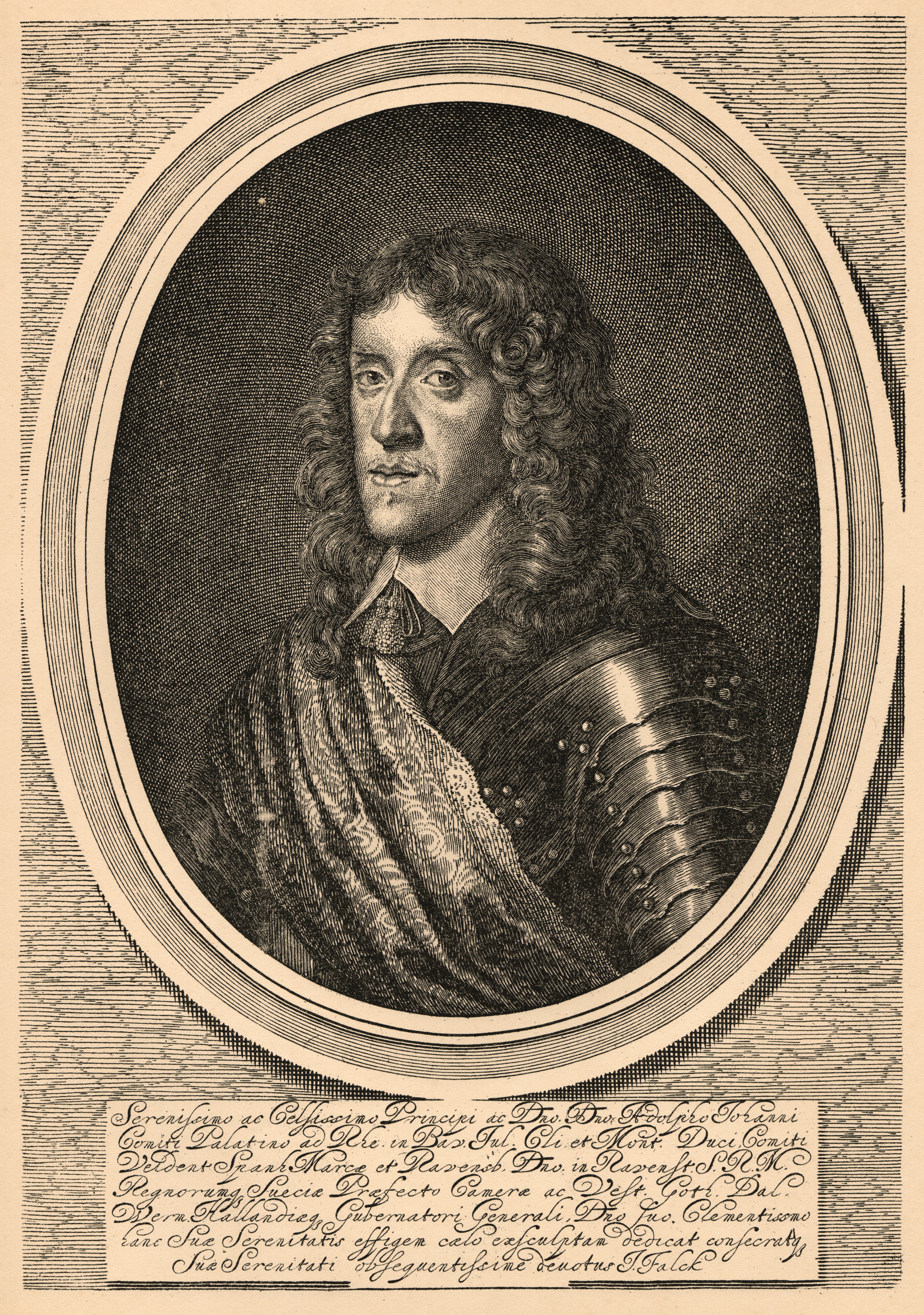
Adolf Johan av Pfalz-Zweibrücken, kopparstick av Jeremias Falck (1609–1677) efter en målning av David Beck, utfört 1649, samma år som Adolf Johan utnämndes till överkammarherre.
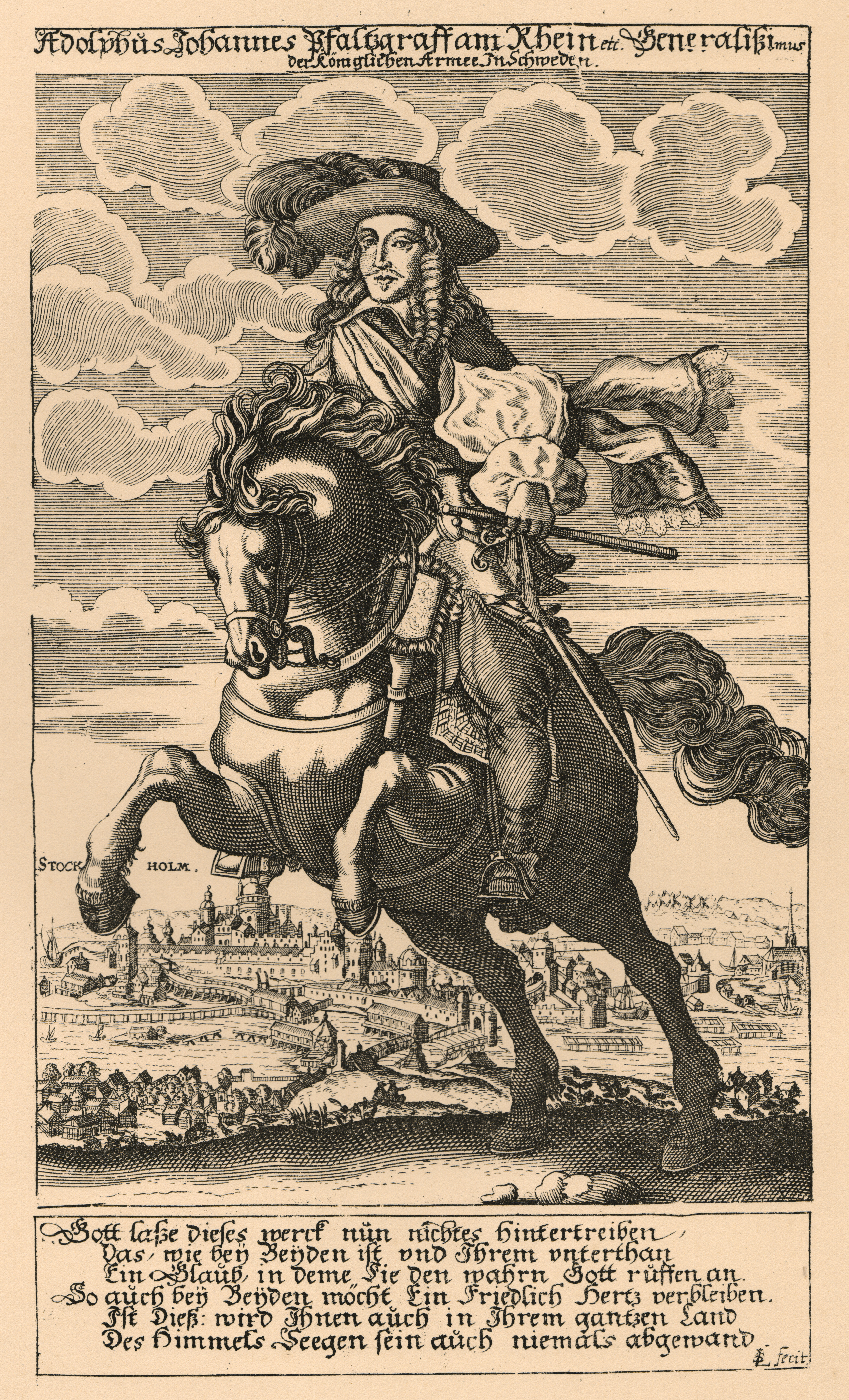
Adolf Johan av Pfalz-Zweibrücken, kopparstick av Jeremias Falck (1609-1677) efter en målning av David Beck, utfört 1657, då hertigen var överbefälhavare för de i Preussen kvarlämnade trupperna.